# Kill Kill
Kill Kill là EP đầu tiên của nữ ca sĩ kiêm nhạc sĩ người Mỹ Lana Del Rey. Nó được phát hành vào ngày 21 tháng 10 năm 2008 bởi hãng đĩa 5 Points dưới nghệ danh của Del Reys lúc đó là Lizzy Grant.

## Danh sách ca khúc
| STT              | Nhan đề                                        | Thời lượng |
| ---------------- | ---------------------------------------------- | ---------- |
| 1.               | "Kill Kill"                                    | 3:59       |
| 2.               | "Yayo"                                         | 5:45       |
| 3.               | "Gramma (Blue Ribbon Sparkler Trailer Heaven)" | 3:50       |
| Tổng thời lượng: | Tổng thời lượng:                               | 13:34      |